# 何丽霞
何丽霞（1964年3月—），甘肃兰州人，汉族，中华人民共和国政治人物、第十二届全国人民代表大会甘肃地区代表。
毕业于西北师范大学生物系。2013年，担任全国人大代表。

## 榮譽
- 2006年，获頒第五届甘肃青年科技奖[2]
- 2007年，入选甘肃省林业十大优秀专家[2]